# Baýramaly
Baýramaly è il capoluogo dell'omonimo distretto situato nella provincia di Mary, in Turkmenistan. La città è ubicata a 233 metri sul livello del mare.

## Clima
| Baýramaly (1991-2020) Fonte: | Mesi         | Mesi         | Mesi         | Mesi        | Mesi        | Mesi        | Mesi        | Mesi        | Mesi        | Mesi        | Mesi         | Mesi         | Stagioni | Stagioni | Stagioni | Stagioni | Anno  |
| Baýramaly (1991-2020) Fonte: | Gen          | Feb          | Mar          | Apr         | Mag         | Giu         | Lug         | Ago         | Set         | Ott         | Nov          | Dic          | Inv      | Pri      | Est      | Aut      | Anno  |
| ---------------------------- | ------------ | ------------ | ------------ | ----------- | ----------- | ----------- | ----------- | ----------- | ----------- | ----------- | ------------ | ------------ | -------- | -------- | -------- | -------- | ----- |
| T. max. media (°C)           | 10,1         | 12,6         | 18,6         | 25,6        | 32,0        | 36,8        | 38,6        | 37,0        | 31,9        | 25,1        | 16,8         | 11,1         | 11,3     | 25,4     | 37,5     | 24,6     | 24,7  |
| T. media (°C)                | 4,3          | 6,4          | 12,0         | 18,5        | 24,8        | 29,7        | 31,5        | 29,3        | 23,6        | 16,7        | 10,0         | 5,3          | 5,3      | 18,4     | 30,2     | 16,8     | 17,7  |
| T. min. media (°C)           | 0,0          | 1,5          | 6,4          | 12,0        | 17,3        | 21,6        | 23,7        | 21,1        | 15,2        | 9,3         | 4,2          | 1,0          | 0,8      | 11,9     | 22,1     | 9,6      | 11,1  |
| T. max. assoluta (°C)        | 28,0 (1960)  | 31,8 (1962)  | 37,2 (2018)  | 40,5 (1890) | 45,5 (1944) | 46,3 (1977) | 47,5 (1944) | 45,7 (1955) | 44,0 (1996) | 41,0 (2015) | 35,2 (1987)  | 29,0 (1915)  | 31,8     | 45,5     | 47,5     | 44,0     | 47,5  |
| T. min. assoluta (°C)        | −26,3 (1896) | −24,8 (1920) | −16,8 (1898) | −3,6 (1911) | 2,2 (1896)  | 7,6 (1916)  | 11,7 (1912) | 7,4 (1921)  | −1,8 (1908) | −8,3 (1916) | −21,5 (1916) | −23,0 (1929) | −26,3    | −16,8    | 7,4      | −21,5    | −26,3 |
| Precipitazioni (mm)          | 23           | 31           | 33           | 25          | 10          | 0,9         | 0,1         | 0,1         | 0,3         | 6,0         | 16,0         | 15,0         | 69,0     | 68,0     | 1,1      | 22,3     | 160,4 |